# دين وأساطير سكيثية

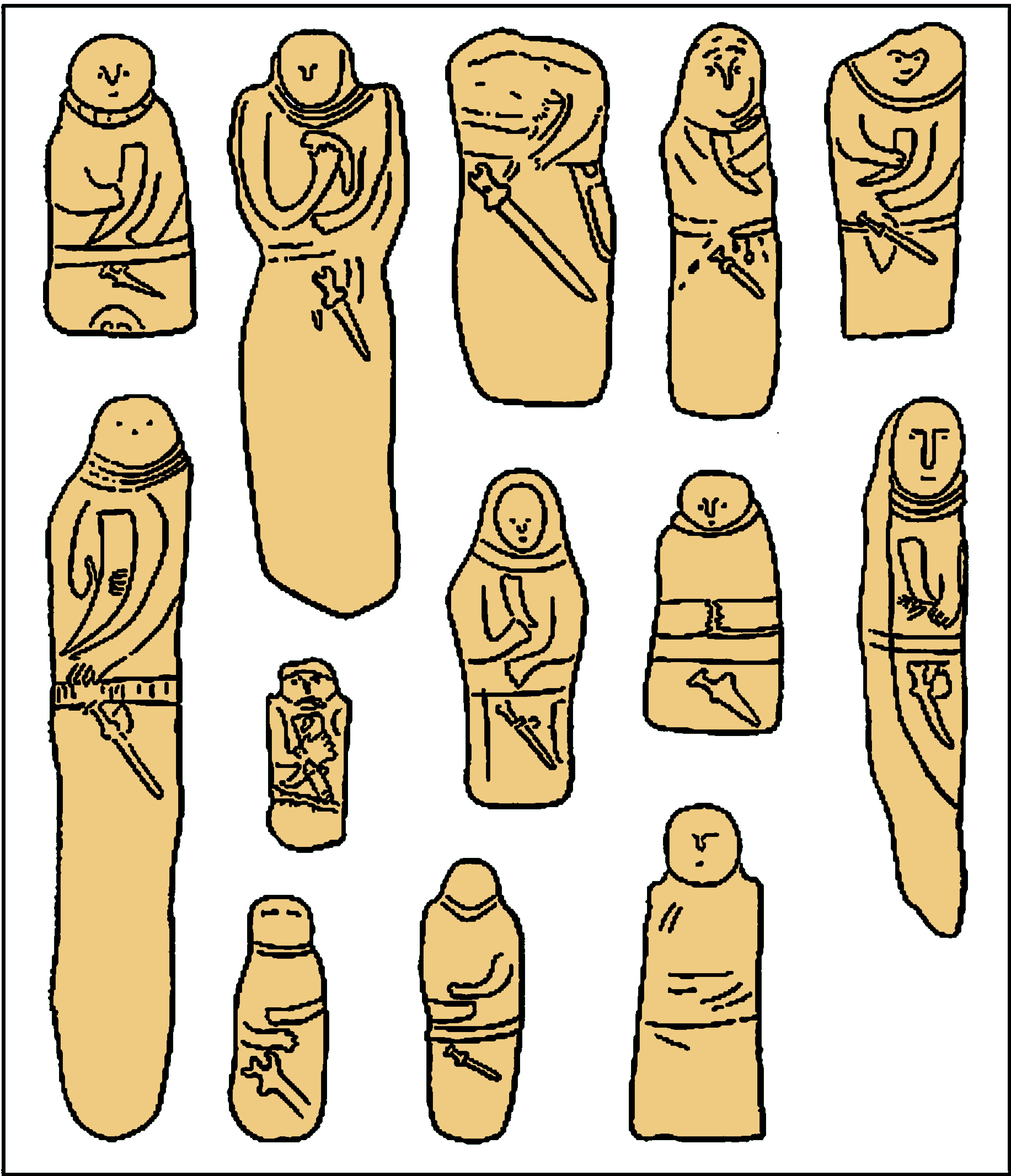
مجموعة من رسومات اللوحات السكيثية في القرنين السادس والخامس قبل الميلاد. يصور الكثير منهم المحاربين، الذين يمثلون على ما يبدو المتوفى المدفون في كورغان، حاملين بوق الشرب في يدهم اليمنى.

دين وأساطير سكيثية (بالإنجليزية: Scythian religion) كل ما نعرفه عن دين السكيثيين موجود في ثلاثة فصول من هيرودوت. وكانت الديانة السكيثية نوعًا من الديانات الإيرانية ما قبل الزرادشتية واختلفت عن الأفكار الإيرانية ما بعد الزرادشتية. كان الاعتقاد السكيثي أكثر قدما من الزرادشتية والنظام الهندوسي. كان استخدام القنب هو للحث على النشوة الروحية والعرافة من قبل العازفين سمة من سمات نظام المعتقدات السكيثية.
أهم مصدر أدبي لدينا عن الدين السكيثيين هو هيرودوت. وفقًا له، فإن الإله الرائد في البانثيون السكيثي كان تابيتي، الذي قارنه بالإلهة اليونانية هيستيا. تم استبدال تابيتي في نهاية المطاف بواسطة آذار Atar (هو مفهوم الزرادشتية للنار المقدسة)، وآجني، إله النار عند الهند الآريين. يمكن إرجاع معظم أسماء الآلهة السكيثية إلى الجذور الإيرانية.
يذكر هيرودوت أن ثايجيماساداس كان يعبد من قبل السكيثيين الملكيين فقط، بينما يعبد الجميع الآلهة المتبقية. ويذكر أيضًا أن «آريس» إله الحرب كان الإله الوحيد الذي كرَّس له السكيثيون تماثيل أو مذابح أو معابد. تم تشييد مذبح له في كل منطقة سكيثيا، وتم تنفيذ كل من التضحيات الحيوانية والتضحيات البشرية تكريما له. اكتشف علماء الآثار مزارًا واحدًا على الأقل لـ «آريس».
كان لدى السكيثيين كهنة محترفين، ولكن من غير المعروف أنهم شكلوا طبقة وراثية. من بين الكهنة كانت هناك مجموعة منفصلة، Enarei، التي عبدت الإلهة أرغيمباسا وتوصلت إلى هويات أنثوية.
أعطت الأساطير السيثية أهمية كبيرة لأسطورة «الرجل الأول»، الذي كان يعتبر سلفهم. الأساطير المماثلة شائعة بين الشعوب الإيرانية الأخرى. أعطيت أهمية كبيرة لتقسيم المجتمع السكيثي إلى ثلاث طبقات وراثية، والتي تتكون من المحاربين والكهنة والمزارعين. تم اعتبار الملوك جزءًا من طبقة المحاربين. اعتبرت السلطة الملكية مقدسة وذات أصل شمسي وسماوي. لعب المبدأ الإيراني للكاريزما الملكية، المعروف باسم khvarenah في الأفستا، دورًا بارزًا في المجتمع السكيثي. من المحتمل أن يكون لدى السكيثيين عدد من الأساطير الملحمية، والتي ربما كانت مصدرًا لكتابات هيرودوت. يمكن العثور على آثار هذه الملاحم في ملاحم الأوسيتيين في الوقت الحاضر.
في علم الكونيات السكيثي، تم تقسيم العالم إلى ثلاثة أجزاء، المحاربين، الذين يعتبرون جزءًا من العالم العلوي، والكهنة المستوى المتوسط، والمزارعين الجزء السفلي.

## البانثيون السكيثي
بحسب نقل هيرودوت، يعبد السكيثيون مجموعة من الآلهة والإلهات السبعة (heptad-سباعي)، وهو ما يعادل الآلهة اليونانية في العصور القديمة الكلاسيكية. يذكر ثمانية آلهة على وجه الخصوص، والثامن يعبدها السكيثيون الملكيون، ويعطي أسماء السكيثيين لسبعة منهم على النحو التالي:
- تابيتي - معادلتها الإغريقية هي الإلهة هيستيا: تم تقديم تابيتي على أنها «ملكة الآلهة» حوالي 450 قبل الميلاد.[6] واعتبرت إلهة الموقد والحياة المنزلية.[7]
- آريس السكيثي - آريس الإغريقي: إله الحرب الإغريقي.
- بابايوس (Παπαῖος) - زيوس.
- آبي (Ἀπί) - غايا.
- أويتوسيروس (Οἰτόσυρος) - أبولو.
- أرغيمباسا (Ἀργίμπασα) - أفروديت أورانيا.
- ثايجيماساداس (Θαγιμασάδας) - بوسيدون.